# Dominique Bruinenberg
Dominique Bruinenberg (Geffen, 23 januari 1993) is een Nederlands voetballer die sinds 2021 speelt voor het Duitse SC Sand. In seizoen 2022/23 komt ze uit voor VVK/Telstar, dat met een nieuw team in de Azerion Eredivisie uitkomt.

## Carrière
Na voor VV Nooit Gedacht en RKSV Margriet te hebben gespeeld kwam Bruinenberg in 2011 terecht bij SC Telstar VVNH dat vanaf dan deel ging nemen aan de Eredivisie Vrouwen.

### Carrièrestatistieken
| Seizoen                         | Club            | Land            | Competitie          | Competitie | Competitie | Beker | Beker | Internationaal | Internationaal | Overig | Overig | Totaal | Totaal |
| Seizoen                         | Club            | Land            | Competitie          | Wed.       | Dlp.       | Wed.  | Dlp.  | Wed.           | Dlp.           | Wed.   | Dlp.   | Wed.   | Dlp.   |
| ------------------------------- | --------------- | --------------- | ------------------- | ---------- | ---------- | ----- | ----- | -------------- | -------------- | ------ | ------ | ------ | ------ |
| 2011/12                         | Telstar         | Nederland       | Eredivisie          | 15         | 2          | 0     | 0     | –              | –              | –      | –      | 15     | 2      |
| 2012/13                         | Telstar         | Nederland       | BeNe League Orange  | 25         | 0          | 0     | 0     | –              | –              | –      | –      | 25     | 0      |
| 2013/14                         | Telstar         | Nederland       | Women's BeNe League | 27         | 4          | 0     | 0     | –              | –              | –      | –      | 27     | 4      |
| 2014/15                         | Telstar         | Nederland       | Women's BeNe League | 24         | 1          | 0     | 0     | –              | –              | –      | –      | 24     | 1      |
| 2015/16                         | ADO Den Haag    | Nederland       | Eredivisie          | 23         | 5          | 0     | 0     | –              | –              | –      | –      | 23     | 5      |
| 2016/17                         | AGSM Verona     | Italië          | Serie A             | 5          | 1          | 1     | 0     | 2              | 0              | –      | –      | 8      | 1      |
| 2017                            | Sunderland      | Engeland        | Super League        | 8          | 0          | 0     | 0     | –              | –              | –      | –      | 8      | 0      |
| 2017/18                         | Sunderland      | Engeland        | Super League        | 18         | 2          | 5     | 1     | –              | –              | –      | –      | 23     | 3      |
| 2018/19                         | Everton LFC     | Engeland        | Super League        | 12         | 0          | 3     | 0     | –              | –              | –      | –      | 15     | 0      |
| 2019/20                         | PEC Zwolle      | Nederland       | Eredivisie          | 12         | 4          | 1     | 0     | –              | –              | 6      | 7      | 19     | 11     |
| 2020/21                         | PEC Zwolle      | Nederland       | Eredivisie          | 19         | 6          | 1     | 0     | –              | –              | 4      | 1      | 24     | 7      |
| 2021/22                         | SC Sand         | Duitsland       | Bundesliga          | 0          | 0          | 0     | 0     | –              | –              | 0      | 0      | 0      | 0      |
| Carrière totaal                 | Carrière totaal | Carrière totaal | Carrière totaal     | 187        | 24         | 11    | 1     | 2              | 0              | 10     | 8      | 210    | 33     |
| Bijgewerkt tot 25 augustus 2021 |                 |                 |                     |            |            |       |       |                |                |        |        |        |        |

## Interlandcarrière

### Nederland onder 19
Op 13 februari 2011 debuteerde Bruinenberg bij het Nederland –19 in een vriendschappelijke wedstrijd tegen België –19.
| Interlands van Dominique Bruinenberg | Interlands van Dominique Bruinenberg | Interlands van Dominique Bruinenberg | Interlands van Dominique Bruinenberg | Interlands van Dominique Bruinenberg | Interlands van Dominique Bruinenberg |
| №                                    | Datum                                | Wedstrijd                            | Uitslag                              | Soort Wedstrijd                      | Doelpunten                           |
| Als speelster bij RKSV Margriet      | Als speelster bij RKSV Margriet      | Als speelster bij RKSV Margriet      | Als speelster bij RKSV Margriet      | Als speelster bij RKSV Margriet      | Als speelster bij RKSV Margriet      |
| ------------------------------------ | ------------------------------------ | ------------------------------------ | ------------------------------------ | ------------------------------------ | ------------------------------------ |
| 1.                                   | 13 februari 2011                     | België – Nederland                   | 0 – 1                                | Vriendschappelijk                    | 0                                    |
| 2.                                   | 23 februari 2011                     | Duitsland – Nederland                | 2 – 0                                | Vriendschappelijk                    | 0                                    |
| 3.                                   | 5 maart 2011                         | Italië – Nederland                   | 0 – 3                                | Vriendschappelijk                    | 0                                    |
| 4.                                   | 6 maart 2011                         | Zwitserland – Nederland              | 1 – 2                                | Vriendschappelijk                    | 0                                    |
| Als speelster bij Telstar            |                                      |                                      |                                      |                                      |                                      |
| 5.                                   | 17 september 2011                    | Nederland – Kroatië                  | 5 – 1                                | Kwalificatie EK 2012                 | 0                                    |
| 6.                                   | 19 september 2011                    | Bulgarije – Nederland                | 0 – 3                                | Kwalificatie EK 2012                 | 0                                    |
| 7.                                   | 20 november 2011                     | Nederland – Frankrijk                | 2 – 2                                | Vriendschappelijk                    | 0                                    |
| 8.                                   | 24 november 2011                     | Nederland – Engeland                 | 1 – 3                                | Vriendschappelijk                    | 0                                    |
| 9.                                   | 28 februari 2012                     | Nederland – Duitsland                | 0 – 1                                | Vriendschappelijk                    | 0                                    |
| 10.                                  | 4 maart 2012                         | Zweden – Nederland                   | 3 – 0                                | Vriendschappelijk                    | 0                                    |
| 11.                                  | 6 maart 2012                         | Denemarken – Nederland               | 2 – 0                                | Vriendschappelijk                    | 0                                    |
| 12.                                  | 8 maart 2012                         | Verenigde Staten – Nederland         | 2 – 0                                | Vriendschappelijk                    | 0                                    |

### Nederland onder 17
Op 9 september 2008 debuteerde Bruinenberg bij het Nederland –17 in een vriendschappelijke wedstrijd tegen Denemarken –17.
| Interlands van Dominique Bruinenberg | Interlands van Dominique Bruinenberg | Interlands van Dominique Bruinenberg | Interlands van Dominique Bruinenberg | Interlands van Dominique Bruinenberg | Interlands van Dominique Bruinenberg |
| №                                    | Datum                                | Wedstrijd                            | Uitslag                              | Soort Wedstrijd                      | Doelpunten                           |
| Als speelster bij RKSV Margriet      | Als speelster bij RKSV Margriet      | Als speelster bij RKSV Margriet      | Als speelster bij RKSV Margriet      | Als speelster bij RKSV Margriet      | Als speelster bij RKSV Margriet      |
| ------------------------------------ | ------------------------------------ | ------------------------------------ | ------------------------------------ | ------------------------------------ | ------------------------------------ |
| 1.                                   | 9 september 2008                     | Nederland – Denemarken               | 3 – 1                                | Kwalificatie EK 2009                 | 0                                    |
| 2.                                   | 10 maart 2009                        | België – Nederland                   | 0 – 2                                | Kwalificatie EK 2009                 | 0                                    |
| 3.                                   | 10 maart 2010                        | Nederland – Zwitserland              | 0 – 0                                | Kwalificatie EK 2010                 | 0                                    |
| 4.                                   | 8 april 2010                         | Nederland – Italië                   | 2 – 0                                | Kwalificatie EK 2010                 | 0                                    |
| 5.                                   | 10 april 2010                        | Servië – Nederland                   | 0 – 1                                | Kwalificatie EK 2010                 | 0                                    |
| 6.                                   | 22 juni 2010                         | Nederland – Spanje                   | 0 – 3                                | EK 2010                              | 0                                    |

### Nederland onder 16
Op 1 juli 2008 debuteerde Bruinenberg bij het Nederland –16 in een vriendschappelijke wedstrijd tegen Finland –16.
| Interlands van Dominique Bruinenberg | Interlands van Dominique Bruinenberg | Interlands van Dominique Bruinenberg | Interlands van Dominique Bruinenberg | Interlands van Dominique Bruinenberg | Interlands van Dominique Bruinenberg |
| №                                    | Datum                                | Wedstrijd                            | Uitslag                              | Soort Wedstrijd                      | Doelpunten                           |
| Als speelster bij RKSV Margriet      | Als speelster bij RKSV Margriet      | Als speelster bij RKSV Margriet      | Als speelster bij RKSV Margriet      | Als speelster bij RKSV Margriet      | Als speelster bij RKSV Margriet      |
| ------------------------------------ | ------------------------------------ | ------------------------------------ | ------------------------------------ | ------------------------------------ | ------------------------------------ |
| 1.                                   | 1 juli 2008                          | Nederland – Finland                  | 2 – 0                                | Vriendschappelijk                    | 0                                    |
| 2.                                   | 5 juli 2008                          | Noorwegen – Nederland                | 1 – 3                                | Vriendschappelijk                    | 1                                    |
| 3.                                   | 29 juni 2009                         | Duitsland – Nederland                | 3 – 0                                | Vriendschappelijk                    | 0                                    |
| 4.                                   | 30 juni 2009                         | Nederland – Noorwegen                | 0 – 1                                | Vriendschappelijk                    | 0                                    |
| 5.                                   | 2 juli 2008                          | IJsland – Nederland                  | 1 – 2                                | Vriendschappelijk                    | 0                                    |
| 6.                                   | 4 juli 2008                          | Nederland – Finland                  | 1 – 0                                | Vriendschappelijk                    | 0                                    |

### Nederland onder 15
Op 17 mei 2008 debuteerde Bruinenberg bij het Nederland –15 in een vriendschappelijke wedstrijd tegen Schotland –15.
| Interlands van Dominique Bruinenberg | Interlands van Dominique Bruinenberg | Interlands van Dominique Bruinenberg | Interlands van Dominique Bruinenberg | Interlands van Dominique Bruinenberg | Interlands van Dominique Bruinenberg |
| №                                    | Datum                                | Wedstrijd                            | Uitslag                              | Soort Wedstrijd                      | Doelpunten                           |
| Als speelster bij RKSV Margriet      | Als speelster bij RKSV Margriet      | Als speelster bij RKSV Margriet      | Als speelster bij RKSV Margriet      | Als speelster bij RKSV Margriet      | Als speelster bij RKSV Margriet      |
| ------------------------------------ | ------------------------------------ | ------------------------------------ | ------------------------------------ | ------------------------------------ | ------------------------------------ |
| 1.                                   | 17 mei 2008                          | Schotland – Nederland                | 0 – 7                                | Vriendschappelijk                    | 1                                    |
| 2.                                   | 24 mei 2008                          | Nederland – Ierland                  | 3 – 0                                | Vriendschappelijk                    | 0                                    |

## Erelijst

### MetADO Den Haag
| Nationaal  |    |         |
| KNVB beker | 1x | 2015/16 |